# Parafia Trójcy Przenajświętszej w Wołczynie
Parafia Trójcy Przenajświętszej w Wołczynie – rzymskokatolicka parafia znajdująca się w diecezji pińskiej, w dekanacie brzeskim, na Białorusi.

## Historia
Kościół w Wołczynie zbudowany został w latach 1729 - 1733 z fundacji kasztelana krakowskiego Stanisława Poniatowskiego (ojca króla). Kościół został konsekrowany w 1743. Po powstaniu styczniowym, w 1866, władze carskie skonfiskowały kościół i zamieniły go na cerkiew. W 1918 będącą w złym stanie świątynie zwrócono katolikom. Została ona wyremontowana w okresie międzywojennym.
Obok kościoła (od strony wschodniej) w 1924 r. wybudowano neobarokową plebanię - parterowy prostokątny budynek przykryty czterospadowym dachem z mansardą.
W 1938 pochowano w kościele przywiezione z Leningradu szczątki króla Stanisława Augusta Poniatowskiego.
W 1945 proboszcz i parafianie wyjechali w nowe granice Polski. W nocy z 27 na 28 kwietnia 1945 włamano się do kościoła. Skradziono wówczas przedmioty z trumny królewskiej. Pozostałości zwłok wywieziono do Warszawy w 1989.
Komuniści znacjonalizowali kościół, który w następnych latach służył jako pomieszczenie gospodarcze i magazyn nawozów sztucznych. W 2007 został on zwrócony w bardzo złym stanie Kościołowi katolickiemu. Dwa lata później rozpoczęły się prace renowacyjne, które zostały ukończone w 2013 roku. 22 listopada 2020 roku biskup piński Antoni Dziemianko ponownie konsekrował odrestaurowaną świątynię, a następnie odprawił w niej Mszę Świętą.
W tutejszym kościele ochrzczono króla Polski Stanisława Augusta Poniatowskiego oraz prymasa Polski Michała Jerzego Poniatowskiego.

## Bibliografia

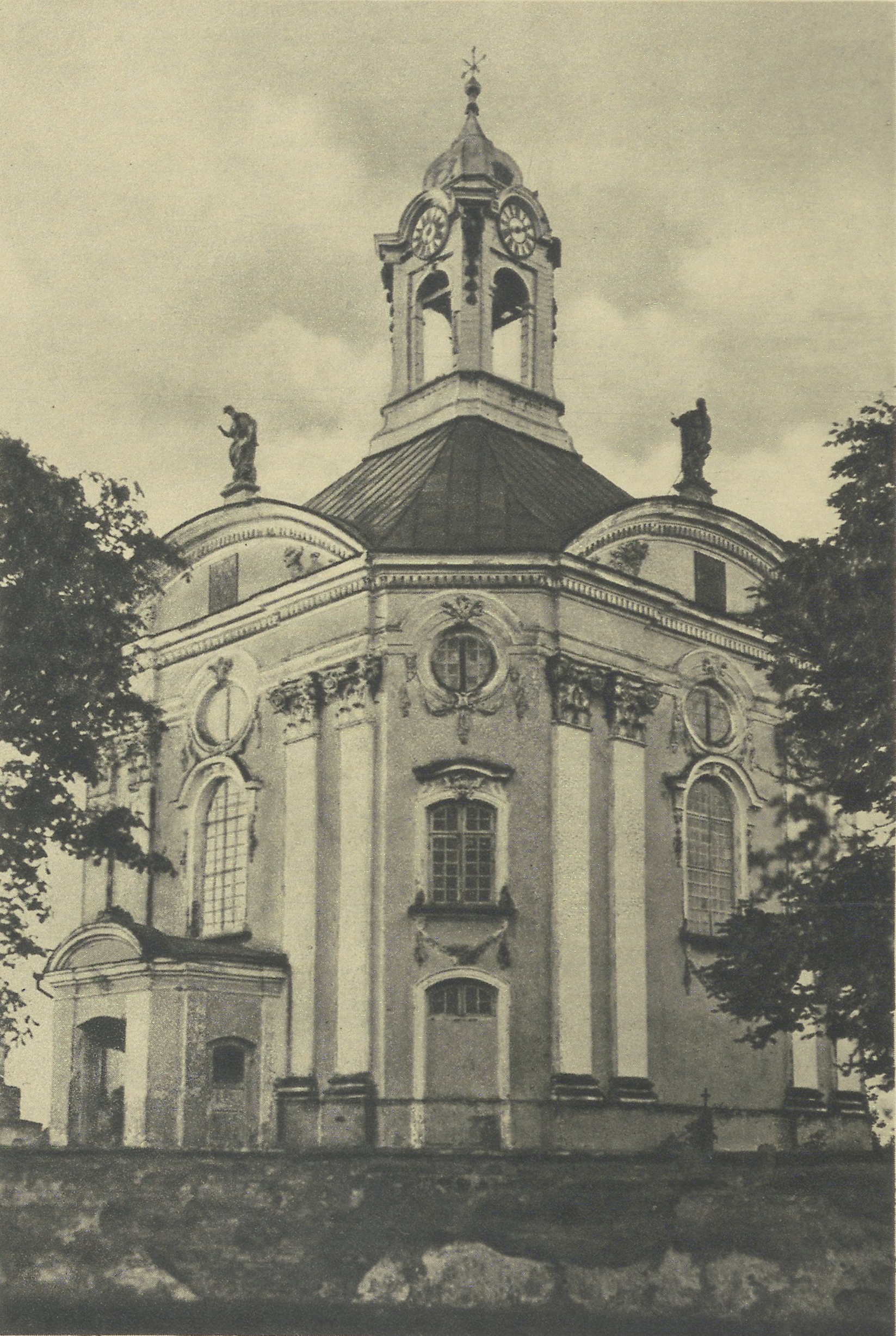
Kościół parafialny w okresie międzywojennym (1934)
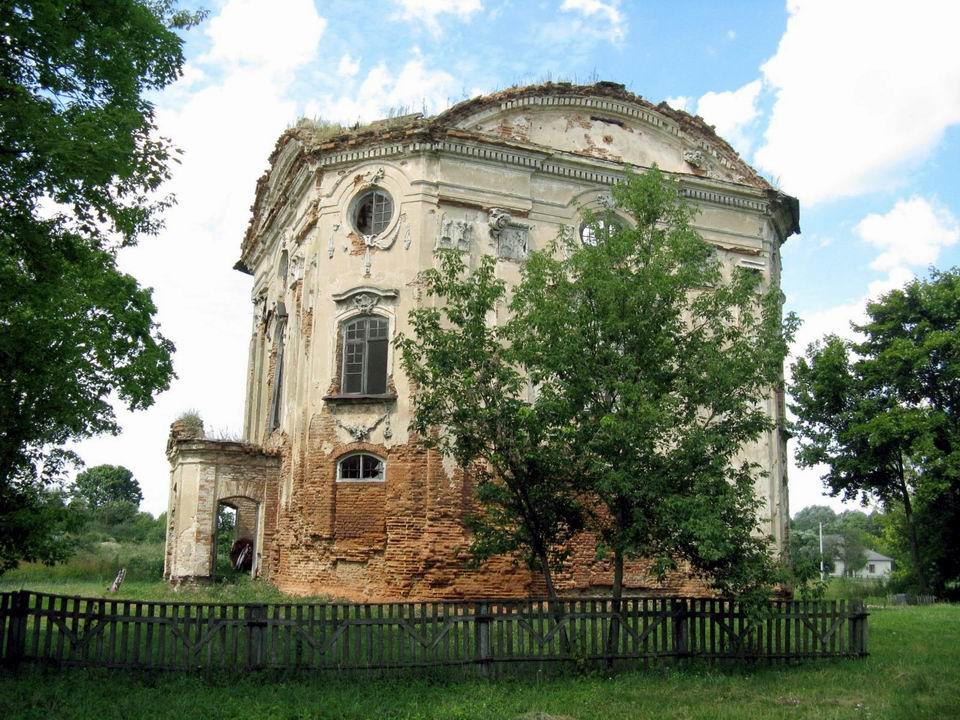
Kościół parafialny przed renowacją (2008)
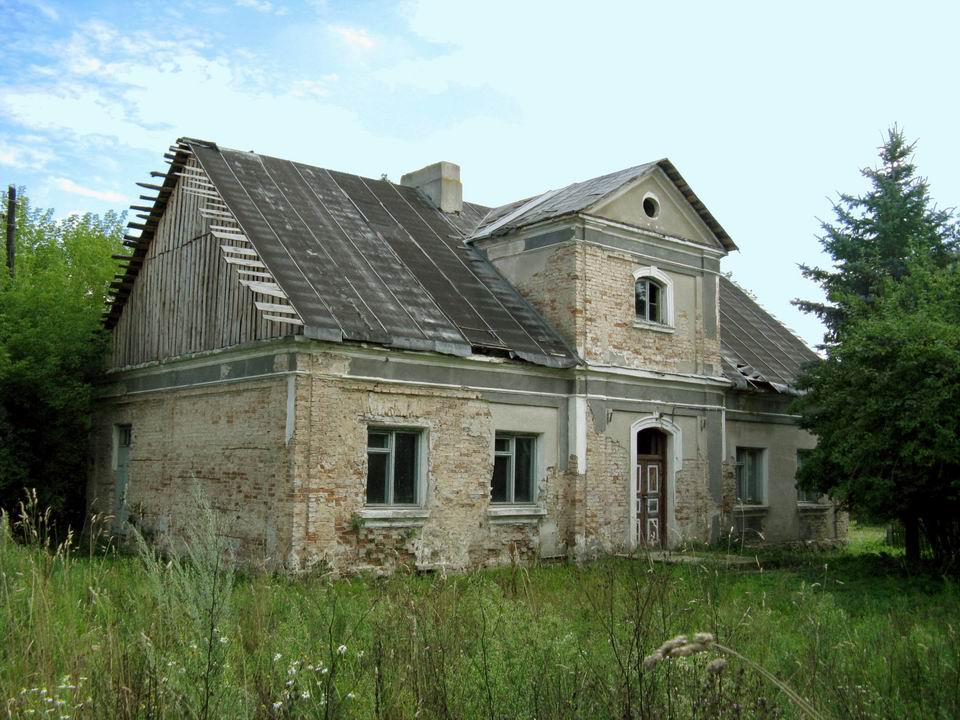
Plebania przed renowacją (2008)